# Plaga szarańczy w latach 2019–2020
Plaga szarańczy w latach 2019–2020 – klęska żywiołowa związana z nalotem szarańczy pustynnej (Schistocerca gregaria) na terytoria Afryki Wschodniej, Bliskiego Wschodu i Azji Południowo-Zachodniej, która zasięgiem objęła 23 kraje.
Szarańcza prawdopodobnie pojawiła się w 2018 roku na pustyni Ar-Rab al-Chali. Stamtąd roje migrowały do Jemenu, a trwająca wojna domowa zablokowała zdolność kraju do monitorowania i zwalczania owadów. Z Jemenu w 2019 roku roje szarańczy udały się na północ do Iranu, a także na południe do Afryki.

## Afryka Wschodnia
Szarańcza przybyła do tego regionu latem 2019 roku przez Morze Czerwone, z sąsiadującego Półwyspu Arabskiego. Pod koniec czerwca 2019 roku pierwsze roje szarańczy dotarły do Somalii i Etiopii. W październiku Afryka Wschodnia doświadczyła niezwykle intensywnych jesiennych deszczów, co według ekspertów przyczyniło się do rozmnożenia populacji szarańczy.
Pod koniec grudnia pierwsze roje zaczęły przybywać do Kenii, szybko przemieszczając się po północnych i środkowych obszarach kraju. W styczniu kraj ten przeżywał najgorszy nalot od 70 lat, a służba FAO monitorująca szarańczę zidentyfikowała jeden rój o długości do 60 km i szerokości 40 km. Dżibuti i Erytrea również zaczęły doświadczać inwazję szarańczy, a 9 lutego roje owadów zaczęły pojawiać się w północno-wschodniej Ugandzie i północnej Tanzanii.
W Etiopii, Sudanie i Kenii najbardziej ucierpieli pasterze. Wielu z nich, z powodu niedoboru pasz musiało pozbyć się zwierząt gospodarskich. Niepewność ekonomiczna wśród pasterzy niesie ze sobą ryzyko wystąpienia konfliktów etnicznych o dostęp do pastwisk.
Chociaż w XX wieku w tym regionie wielokrotnie występowały plagi szarańczy, skala tego wybuchu była największa od 25 lat w Etiopii i Somalii, oraz od 70 lat w Kenii. Do końca marca 2020 roku ogromne roje szarańczy przedostały się aż do 10 krajów w Afryce. Rozmiar tej plagi można porównać z chmarami, które uderzyły w kontynent 75 lat temu. Począwszy od roku 1948 szarańcza pustoszyła Afrykę aż do roku 1963.
Według ekspertów za przyczynę takiego stanu rzeczy ma odpowiadać Dipol na Oceanie Indyjskim. Cieplejsze morza oznaczają więcej cyklonów, które zapewniają warunki niezbędne do wzrostu roślin, tworząc idealne miejsce lęgowe dla szarańczy. W 2019 roku w Róg Afryki uderzyło osiem cyklonów, co stanowi największą liczbę od roku 1976.
FAO ostrzega, że sytuacja związana z szarańczą we wschodniej Afryce może zagrażać bezpieczeństwu żywnościowemu milionów ludzi, a utrzymujące się roje stanowią bezprecedensowe zagrożenie, gdyż zbiegają się z początkiem długich deszczów w marcu i głównym sezonem upraw trwającym do maja. Szacuje się przy tym, że koszt działań pomocowych, które miałyby ograniczyć rozprzestrzenianie się problemu w Afryce Wschodniej, wyniesie ponad 153 miliony dolarów. Dotychczasowe informacje zakładają otrzymanie przez organizację środków w wysokości 131 milionów dolarów.
21 maja Bank Światowy na walkę z chmarami szarańczy zatwierdził kwotę 500 milionów dolarów. Cztery z najbardziej dotkniętych krajów – Dżibuti, Etiopia, Kenia i Uganda – od razu mają otrzymać 160 milionów dolarów. Straty poniesione do maja 2020 roku oszacowano na 9 miliardów dolarów. Istnieje zagrożenie, że plaga przeniesie się do Afryki Zachodniej, a poziom zagrożenia uzależniony jest w dużym stopniu od pogody, a zwłaszcza opadów i wiatrów.

### Zapobieganie
W wykrywaniu rojów szarańczy użyto modelu superkomputera, finansowanego z 35 mln funtów brytyjskiej pomocy, w ramach programu informacji o pogodzie i klimacie dla Afryki. Superkomputer na podstawie danych takich jak prędkość i kierunek wiatru, temperatura i wilgotność z powodzeniem prognozuje ruch szarańczy. Na podstawie danych dotyczących wilgotności gleby i pokrywy roślinnej, przewiduje się gdzie znajdują się złożone jaja, aby rządy afrykańskie mogły w odpowiednie miejsca kierować działania opryskowe. Rozpylanie pestycydów następuje przy użyciu małych samolotów, jak i operacji naziemnych.
Niektóre roje pochodzą z obszarów, w których zwalczanie jest znacznie trudniejsze. Obszary w Somalii są trudno dostępne, gdyż kontroluje je terrorystyczna organizacja Al-Shabaab. Nowe zagrożenie wiąże się z wylęgiem szarańczy z jaj. Jest jednak nadzieja, że środki chemiczne powstrzymają wykluwanie się nowych owadów. Walkę z plagą ograniczają restrykcje związane z jednoczesnym występowaniem pandemii koronawirusa, czego skutkiem są opóźnienia w dostawie pestycydów.
Do 22 kwietnia w całym regionie ponad 240 tys. hektarów zostało potraktowanych chemicznymi pestycydami lub biopestycydami, a 740 osób zostało przeszkolonych do prowadzenia naziemnej kontroli szarańczy.

## Azja
W Azji plaga szarańczy uznawana jest za najgorszą od dziesięcioleci. Uważa się, iż zagraża bezpieczeństwu żywnościowemu wielu ludzi.

### Iran
Szarańcza pustynna w Iranie zaatakowała na południu kraju ponad 200 tys. hektarów sadów i pól uprawnych w 7 z 31 irańskich prowincji. Pod koniec lutego, po wyjątkowo wczesnych sezonowych deszczach pojawiły się kolejne roje. Walkę z szarańczą wspierało wojsko, w tym poprzez dostarczenie pojazdów terenowych do użytku w trudno dostępnych obszarach. W Iranie gęstość szarańczy była tak wysoka, że po rozpyleniu pestycydów utworzyła się warstwa z ciał martwych osobników o grubości 10–15 centymetrów. Problem szarańczy w Iranie zbiega się z dwoma innymi poważnymi problemami gospodarczymi, tj. powodziami na północy kraju, oraz pandemią koronawirusa.

### Pakistan
Pierwsze roje przybyły do Pakistanu z Iranu w czerwcu 2019 roku. Kraj okazał się nieprzygotowany na inwazję szarańczy. W lutym władze ogłosiły stan wyjątkowy z powodu ataków szarańczy we wschodniej części kraju. Szkodniki niszczyły m.in. uprawy bawełny, pszenicy i kukurydzy. Uznaje się, że jest to największa plaga tym kraju od ćwierćwiecza.

### Indie
Szarańcza pustynna zazwyczaj atakuje zachodnią część Indii i niektóre części stanu Gudźarat od czerwca do listopada, jednak w tym roku szarańcza pojawiła się już w kwietniu i jest jedną z największych na przestrzeni ostatnich 30 lat. Rozwojowi szarańczy sprzyjają ulewne deszcze i cyklony na Oceanie Indyjskim.
Szarańcza do końca maja zniszczyła w Indiach około 50 tys. hektarów upraw. Tym samym przyczyniła się do największych niedoborów żywności w Indiach od 1993 roku. Do oprysków wysłano traktory oraz drony. Najgorzej sytuacja wyglądała w stanach Radżastanu i Madhya Pradesh, gdzie rozwinęło się od ośmiu do dziesięciu rojów, z których każdy miał około kilometra kwadratowego. Szarańcza dotarła także do stanów Maharasztra i Uttar Pradesh.